# Parapilinurgus hiekei
Parapilinurgus hiekei är en skalbaggsart som beskrevs av Jan Krikken 1977. Parapilinurgus hiekei ingår i släktet Parapilinurgus och familjen Cetoniidae. Inga underarter finns listade i Catalogue of Life.